# Chorisoneura bilineata
Chorisoneura bilineata es una especie de cucaracha del género Chorisoneura, familia Ectobiidae. Fue descrita científicamente por Princis en 1955.
Habita en Trinidad y Tobago.